# Pál Lénárd
Pál Lénárd Imre (Gyoma, 1925. november 7. – Budapest, 2019. október 21.) Kossuth-díjas fizikus, matematikus, politikus, a fizikai és matematikai tudomány doktora, a Magyar Tudományos Akadémia rendes tagja, az MSZMP Központi Bizottságának titkára. Fizikai munkássága főként a szilárdtestek mágneses sajátosságainak és fázisátalakulásainak, illetve a nukleáris technológiák sztochasztikus folyamatainak matematikai vizsgálatára irányult. Az 1970-es–1980-as években a magyarországi tudománypolitika befolyásos alakja volt. 1957-től 1995-ig oktatott atomfizikát és szilárdtestfizikát az Eötvös Loránd Tudományegyetemen, 1970 és 1978 között az MTA Központi Fizikai Kutatóintézet (KFKI) igazgatói, illetve főigazgatói posztját töltötte be.

## Életútja
A békéscsabai felső kereskedelmi iskola elvégzése után, 1943 és 1945 között a József Nádor Műszaki és Gazdaságtudományi Egyetem tanárképzős hallgatója volt, majd a Pázmány Péter Tudományegyetem természettudományi karán folytatta tanulmányait. 1949-ben itt szerzett vegyészoklevelet, s még ugyanabban az évben az egyetemi gyakorlati fizikai intézet tanársegédévé nevezték ki. 1950 és 1953 között ösztöndíjas aspiránsként a Moszkvai M. V. Lomonoszov Állami Egyetemen képezte tovább magát mágnességtanból.
Hazatérését követően, 1953-ban disszertációját megvédve a fizikai és matematikai tudomány kandidátusa, egyúttal a Központi Fizikai Kutatóintézet tudományos munkatársa lett. 1953-tól 1956-ig a ferromágneses osztályt vezette, 1956-tól 1970-ig az intézet tudományos igazgatóhelyettese, 1970-től 1974-ig igazgatója, majd 1974-től 1978-ig főigazgatója volt. 1959-ben sikeres doktori védését követően a fizikai és matematikai tudomány doktora lett. Ezzel párhuzamosan 1957-től félállású docensként, 1961-től 1978-ig félállású egyetemi tanárként oktatott az Eötvös Loránd Tudományegyetem atomfizikai tanszékén. 1971 és 1988 között a szilárdtestfizikai tanszéken is tartott előadásokat, 1988 és 1995. évi nyugdíjazása között pedig az atomfizikai tanszék rendes egyetemi tanára volt.
Szakmai életútjával párhuzamosan szerepet vállalt a magyarországi politika, tudománypolitika alakításában is. 1945-ben csatlakozott a Magyar Kommunista Párthoz. Aktív részese volt a tehetséges, de hátrányos helyzetű fiatalok továbbtanulását szervező népi kollégiumi mozgalomnak, 1948–1949-ben a Bolyai János Népi Kollégium élén állt igazgatóként. 1975-től 1989-ig a Magyar Szocialista Munkáspárt Központi Bizottságának tagja, 1985 márciusa és 1988 decembere között titkára volt. 1978-tól 1989-ig tagja volt a minisztertanács tudománypolitikai bizottságának, illetve 1979-től 1985-ig elnökhelyettese volt az Állami és Kossuth-díj Bizottságnak.

## Munkássága
Pályafutása során szilárdtestfizikával, neutronfizikával és a valószínűségszámítás fizikai alkalmazásának lehetőségeivel foglalkozott.
Klasszikus módszerekkel és neutronszórásos eljárásokkal vizsgálta, feltárta és leírta a szilárdtestek, egyes ötvözetek mágneses tulajdonságait, fázisátalakulásuk sajátosságait, az atomok térbeli elrendeződésének hatását a mágnességre. Egyebek mellett rámutatott a kobalt mágneses telítettségre való hajlamában (szaturációs szuszceptibilitásában) mutatkozó hőmérsékleti függésre és az abban jelentkező anomáliákra. Ez irányú eredményei szolgáltak 1953-as kandidátusi értekezése témájául, de akadémiai rendes tagsága elnyerésekor tartott 1974-es székfoglalójában is szilárdtestfizikai, ferromágnességi kutatásait összegezte (Újabb eredmények az antiferromágneses kristályok vizsgálatában).
Neutronfizikai kutatásaiban kísérletes úton tanulmányozta a láncreakciók, neutronsokszorozó rendszerek sztochasztikus folyamatait. Nevéhez fűződik a Pál–Bell-féle generátorfüggvény-egyenlet kidolgozása (1958), amely kísérletileg is igazolt pontossággal adja meg a hasadási neutronszám ingadozási értékét, ezzel alapvető diagnosztikai eljárásul szolgál a nukleáris reaktorokban fellépő sztochasztikus folyamatok, ingadozási jelenségek, neutronzaj mérésére. E témakörben tartotta meg első akadémiai székfoglalóját 1962-ben (Neutronok élettartamának és a késő-neutronok effektív hányadának meghatározása a neutronsokszorozás fluktuációinak alapján).
Az MTA Központi Fizikai Kutatóintézet (KFKI) élén betöltött tisztségeiben fontos tudományszervezési munkát végzett, hozzájárult az intézet nemzetközi kapcsolatainak kiépítéséhez, illetve korszerű felszerelések és berendezések beszerzéséhez. Az ő irányításával készült el 1959-re a KFKI-ban Magyarország első és máig működő kísérleti atomreaktora.
Pályája során mintegy százötven tudományos dolgozatban foglalta össze tudományos kutatási eredményeit. 1978 és 1992 között főszerkesztője volt a Fizikai Szemlének, emellett több nemzetközi szakfolyóirat szerkesztőbizottsági munkájában részt vett: Kernenergie (1961–1991), Magnetism Letter (1970–1974), Journal of Magnetism and Magnetic Materials (1970–1989), Physica Status Solidi (B) – Basic Solid State Physics (1961-től).

### Társasági tagságai és elismerései
1961-ben a Magyar Tudományos Akadémia levelező, 1973-ban rendes tagjává választották. 1980 és 1984 között az Akadémia főtitkári tisztségét is ellátta, 1964-től 1970-ig részt vett a Tudományos Minősítő Bizottság munkájában, 1970-től 1978-ig pedig a szilárdtestfizikai bizottságot elnökölte. 1968-tól 1972-ig az Eötvös Loránd Fizikai Társulat, 1972-től 1976-ig a Műszaki és Természettudományi Egyesületek Szövetsége alelnöki tisztét töltötte be. 1978–1980-ban, majd 1984–1985-ben az Országos Műszaki Fejlesztési Bizottság, ugyancsak 1978–1980-ban az Országos Atomenergia Bizottság elnöke volt.
1975-ben a Szovjet (1991 után Orosz) Tudományos Akadémia, 1979-ben a Csehszlovák (1992 után Cseh) Tudományos Akadémia, illetve a Német Demokratikus Köztársaság Tudományos Akadémiájának külső tagjává választották. 1966 és 1978 között a dubnai Egyesített Atomkutató Intézet tudományos tanácsának tagja, 1967 és 1985 között a Pugwash-konferenciák magyar nemzeti bizottságának tagja, 1969 és 1975 között a Nemzetközi Elméleti és Alkalmazott Fizikai Szövetség (International Union of Pure and Applied Physics, IUPAP) alelnöke volt.
1962-ben a reaktorfizika terén elért elméleti és kísérleti eredményeiért megkapta a Kossuth-díj második fokozatát. 1954-ben az Eötvös Loránd Fizikai Társulat Bródy Imre-díját, 1970-ben a Szovjet Tudományos Akadémia Kurcsatov-aranyérmét, 1975-ben az MTA Akadémiai Aranyérmét, 1976-ban az Eötvös Loránd Fizikai Társulat Érmét, 2001-ben pedig Wigner Jenő-díjat és 2016-ban Szilárd Leó professzori ösztöndíjat vehetett át. Emellett birtokosa a Munka Érdemrendnek (1956), a Munka Érdemrend arany fokozatának (1968) és a Felszabadulási Jubileumi Emlékéremnek (1970).

### Főbb művei
- Válogatott fejezetek a ferromágnesség köréből. Budapest. 1958.
- Science and technology policies in Finland and Hungary. 1985.
- A tudományos és műszaki haladásért. Budapest. 1987.
- A valószínűségszámítás és a statisztika alapjai I–II. Budapest. 1995.
- Neutron Fluctuations – A Treatise on the Physics of Branching Processes, [Pázsit Imrével], Elsevier, 2007.